# Kyoudou seikatsu
Kyoudou seikatsu (Nhật: 共同生活 (Cộng đồng sinh hoạt)/ きょうどうせいかつ tạm dịch: "cuộc sống cộng đồng") là một hình thức tổ chức cộng đồng và lối sống tại Nhật Bản mà trong đó nhiều hơn hai người cùng chung sống ("cộng sinh") trong một căn nhà, dù cho không có quan hệ huyết thống. Chung sống phi hôn nhân cũng là một trong những cách sống cộng sinh như vậy. Việc chia sẻ nhà ở hay phòng riêng với người lạ đang trở nên phổ biến tại Nhật Bản, trên cơ sở tận dụng những phòng nhiều người ở chung hay nhà nghỉ. Bên cạnh các nguyên nhân mang tính quốc gia như sự lão hóa dân số ngày càng nghiêm trọng trong những năm qua, nhu cầu được chăm sóc của những cá nhân khuyết tật vật lý, tâm lý hoặc vì lý do gì đó mà không có khả năng sống một mình mà đòi hỏi sự hỗ trợ từ những người khác để duy trì cuộc sống cũng là lý do chính khiến việc cùng nhau sống như một hộ gia đình hoặc nhóm gia đình trở thành nhu cầu thiết thực tại Nhật Bản.